# Scrubs
Scrubs és una sèrie de televisió estatunidenca del gènere comèdia-drama que va ser creada el 2 d'octubre de 2001 per Bill Lawrence i produïda pels ABC Studios. El director va arribar a la fama l'any 1996 com a co-creador de Spin City. La sèrie segueix la vida de diversos empleats del Sacred Heart, un hospital. Compta amb un guió de ritme ràpid, trepidant, i surrealista a l'estil de les vinyetes dels còmics i conta sobretot les fantasies del personatge central, Dr. John "J.D." Dorian, que és interpretat per Zach Braff. El títol del xou és un joc de paraules entre les bates quirúrgiques i un terme per a una persona de baix rang o insignificant (en el començament de la sèrie, la majoria dels personatges principals eren metges interns, un dels rangs més baixos a la jerarquia mèdica).

## Personatges
- Zach Braff interpreta John Michael "J.D." Dorian, el protagonista de la sèrie i el narrador. JD és un jove metge tractant, que comença la sèrie com un intern del personal. La seva veu en off de la sèrie prové dels seus pensaments interns i, sovint característiques fantasies surrealistes.
- Sarah Chalke retrata Elliot Reid, una altra metge passant i de pràctica privada després. La seva relació amb JD es converteix en romàntica en diverses ocasions al llarg de la sèrie. Eliot és impulsada per un desig neuròtic per demostrar les seves habilitats a la seva família (en el qual tots els homes són metges), als seus companys, i a ella mateixa. En la novena temporada, se la veu embarassada.
- Donald Faison interpreta Christopher Turk, el millor amic de JD i quirúrgics de l'hospital "Sacred Heart". Turk i JD eren companys de quart quan va assistir a la universitat de "William and Mary". Durant el transcurs de la sèrie Turk forma una relació amb Carla, de començar a sortir per la sèrie, més tard a casar-se i formar una família junts.
- Neil Flynn retrata el "porter", el custodiari de la neteja de l'hospital. Un incident en l'episodi pilot estableix una relació de confrontació entre ell i JD, que persisteix al llarg de la sèrie. Això tendeix a prendre la forma del porter fent entremaliadures cap a JD, tot i que ha demostrat, en diverses ocasions a través de la sèrie, que té un costat bo. En la vuitena temporada final, el porter, diu el seu nom a JD com "Glenn Matthews". No obstant això, poc després troba un altre membre del personal de l'hospital, que el crida per un nom diferent.
- Ken Jenkins interpreta Bob Kelso, que solia ser Cap del "Sacred Heart" de Medicina. Kelso és fred, despietat i cruel. De tant en tant demostra que té un costat més suau, i que la seva crueltat és un mitjà de fer front als anys de decisions difícils. Ell s'ha vist obligat a prendre decisions difícils des del principi, afirmant que quan es va convertir en Cap de Medicina, va pensar que seria "l'home". En el seu lloc, ràpidament es va adonar que les decisions difícils li van fer impopular, però havia de continuar amb la seva "mala" façana per mantenir l'hospital funcionant sense problemes. Es va retirar en la temporada 7, després que la seva relació amb el personal a l'hospital millorés. Ell és feliç amb el seu matrimoni, encara que avergonyit per les activitats del seu fill homosexual. En la temporada 9, Kelso es converteix en un professor de la Universitat de Winston, juntament amb JD, el Dr Cox, i Turk.
- John C. McGinley retrata `Perry Cox, que es converteix en el nou Cap de Medicina del "Sacred Heart" en la temporada 8. Cox considera JD el seu mentor, malgrat el fet que Cox rutinàriament el critica, el menysprea, i el crida a l'atzar amb noms femenins. En rares ocasions, expressa la seva aprovació a contracor i fins i tot orgull pels èxits de JD. El Dr Cox es dedica al benestar dels seus pacients, el que porta a freqüents enfrontaments amb Bob Kelso.
- Judy Reyes interpreta a Carla Espinosa, infermera de l'hospital "Sacred Heart", que actua com una figura de mare als passants, sovint ocultant els seus errors del seu metge de capçalera. Durant el transcurs de la sèrie Turk forma una relació amb Carla. Comencen a sortir a principis de la sèrie, després es casen i formen una família junts. Ella està molt a prop de JD, i el crida afectuosament "Bambi". I malgrat que inicialment no comencen bé, Elliot i ella s'acaben convertint en amigues properes.